# Hello-Bondo
Ne doit pas être confondu avec Hello ou Hello-Gbakono.
Hello-Bondo est une localité située dans le département de Gaoua de la province du Poni dans la région Sud-Ouest au Burkina Faso.

## Santé et éducation
Le centre de soins le plus proche de Hello-Bondo est le centre de santé et de promotion sociale (CSPS) de Tonkar (secteur 7 de la ville de Gaoua) tandis que le centre hospitalier régional (CHR) de la province se trouve à Gaoua.